# Piabucus melanostoma
Piabucus melanostoma és una espècie de peix de la família dels caràcids i de l'ordre dels caraciformes.

## Morfologia
- Els mascles poden assolir 11,5 cm de llargària total.[4]

## Hàbitat
Viu en zones de clima temperat.

## Distribució geogràfica
Es troba a Sud-amèrica: conques dels rius Madeira i Paraguai.